# Seznam katastrálních území v okrese Domažlice
V této tabulce je uveden kompletní výčet katastrálních území Okresu Domažlice, včetně rozlohy a sídel, které na nich leží.
| Název KÚ                       | Sídla | Obec                                  | km2   |
| ------------------------------ | --- | ------------------------------------- | ----- |
| A                              | A | A                                     |       |
| Babice u Holubče               | Babice | Hostouň                               | 2,03  |
| Babylon                        | Babylon                                                                                                   | Babylon                               | 6,65  |
| Bělá nad Radbuzou              | Bělá nad Radbuzou                                                                                         | Bělá nad Radbuzou                     | 12,56 |
| Bezvěrov I                     | Ostrov | Mutěnín                               | 2,32  |
| Bezvěrov II                    | Ostrov | Mutěnín                               | 1,99  |
| Blížejov                       | Blížejov                                                                                                  | Blížejov                              | 4,42  |
| Borovice u Horšovského Týna    | Borovice                                                                                                  | Horšovský Týn                         | 2,73  |
| Bořice u Domažlic              | Bořice | Zahořany                              | 2,61  |
| Bozdíš                         | Bozdíš | Meclov                                | 1,97  |
| Branišov na Šumavě             | Branišov                                                                                                  | Kdyně                                 | 1,39  |
| Brnířov                        | Brnířov                                                                                                   | Brnířov                               | 2,71  |
| Brůdek                         | Brůdek | Všeruby                               | 1,94  |
| Březí u Meclova                | Březí | Meclov                                | 4,16  |
| Buková u Semněvic              | Buková | Mezholezy (dříve okres Horšovský Týn) | 3,57  |
| Bukovec u Horšovského Týna     | Bukovec                                                                                                   | Bukovec                               | 5,84  |
| Bystřice u Bělé nad Radbuzou   | Bystřice, Hleďsebe                                                                                        | Bělá nad Radbuzou                     | 4,23  |
| Čečín                          | Čečín | Bělá nad Radbuzou                     | 2,92  |
| Čečovice u Bukovce             | Čečovice                                                                                                  | Čečovice                              | 4,55  |
| Čermná u Staňkova              | Čermná | Čermná                                | 3,25  |
| Černá Hora u Bělé nad Radbuzou | Černá Hora                                                                                                | Bělá nad Radbuzou                     | 4,98  |
| Černovice u Bukovce            | Černovice                                                                                                 | Černovice                             | 3,93  |
| Česká Kubice                   | Česká Kubice                                                                                              | Česká Kubice                          | 8,93  |
| Díly                           | Díly | Díly                                  | 1,37  |
| Dobříkov na Šumavě             | Dobříkov                                                                                                  | Kdyně                                 | 1,27  |
| Dolní Folmava                  | Dolní Folmava                                                                                             | Česká Kubice                          | 22,78 |
| Dolní Kamenice u Staňkova      | Dolní Kamenice                                                                                            | Holýšov                               | 2,92  |
| Dolní Metelsko                 | Dolní Metelsko                                                                                            | Horšovský Týn                         | 2,35  |
| Domažlice                      | Bezděkovské Předměstí, Dolejší Předměstí, Hořejší Předměstí, Město, Týnské Předměstí                      | Domažlice                             | 19,89 |
| Doubrava u Puclic              | Doubrava                                                                                                  | Puclice                               | 3,3   |
| Doubravka u Bělé nad Radbuzou  | Doubravka                                                                                                 | Bělá nad Radbuzou                     | 2,21  |
| Drahotín                       | Drahotín                                                                                                  | Drahotín                              | 8,91  |
| Draženov                       | Draženov                                                                                                  | Draženov                              | 6,72  |
| Hájek u Všerub                 | Hájek | Všeruby                               | 3,58  |
| Hašov                          | Hašov | Horšovský Týn                         | 2,19  |
| Havlovice u Domažlic           | Havlovice                                                                                                 | Domažlice                             | 4,72  |
| Hlohová                        | Hlohová                                                                                                   | Hlohová                               | 6,65  |
| Hlohovčice                     | Hlohovčice                                                                                                | Hlohovčice                            | 3,32  |
| Hluboká u Kdyně                | Hluboká                                                                                                   | Kdyně                                 | 4,76  |
| Holubeč                        | Holubeč                                                                                                   | Hostouň                               | 2,02  |
| Holýšov                        | Holýšov                                                                                                   | Holýšov                               | 26,38 |
| Hora Svatého Václava           | Hora Svatého Václava                                                                                      | Hora Svatého Václava                  | 1,24  |
| Horní Folmava                  | Horní Folmava                                                                                             | Česká Kubice                          | 6,42  |
| Horní Kamenice u Staňkova      | Horní Kamenice                                                                                            | Horní Kamenice                        | 3,85  |
| Horní Metelsko                 | Horní Metelsko                                                                                            | Horšovský Týn                         | 3,94  |
| Horoušany u Hostouně           | Horoušany                                                                                                 | Hostouň                               | 1,33  |
| Horšov                         | Horšov | Horšovský Týn                         | 4,49  |
| Horšovský Týn                  | Lazce, Malé Předměstí, Město, Nová Ves, Plzeňské Předměstí, Podhájí, Svatá Anna, Valdorf, Velké Předměstí | Horšovský Týn                         | 19,77 |
| Hostouň u Horšovského Týna     | Hostouň                                                                                                   | Hostouň                               | 6,37  |
| Hradiště u Domažlic            | Hradiště                                                                                                  | Hradiště                              | 5,68  |
| Hříchovice                     | Hříchovice                                                                                                | Zahořany                              | 3,04  |
| Hvožďany u Poběžovic           | Hvožďany                                                                                                  | Hvožďany                              | 3     |
| Hyršov                         | Hyršov | Všeruby                               | 2,36  |
| Chalupy                        | Chalupy                                                                                                   | Všeruby                               | 2,62  |
| Chocomyšl                      | Chocomyšl                                                                                                 | Chocomyšl                             | 4,18  |
| Chodov u Domažlic              | Chodov | Chodov                                | 8,95  |
| Chodská Lhota                  | Chodská Lhota                                                                                             | Chodská Lhota                         | 10,28 |
| Chotiměř u Blížejova           | Františkov, Chotiměř                                                                                      | Blížejov                              | 2,14  |
| Chrastavice                    | Chrastavice                                                                                               | Chrastavice                           | 8,74  |
| Chřebřany                      | Chřebřany                                                                                                 | Vidice                                | 3,88  |
| Jeníkovice u Horšovského Týna  | Jeníkovice                                                                                                | Meclov                                | 3,47  |
| Jindřichova Hora               | Černá Řeka, Jindřichova Hora                                                                              | Klenčí pod Čerchovem                  | 3,82  |
| Jivjany                        | Jivjany                                                                                                   | Velký Malahov                         | 7,42  |
| Kanice u Domažlic              | Kanice | Kanice                                | 7,6   |
| Kaničky                        | Kaničky                                                                                                   | Kaničky                               | 1,5   |
| Kdyně                          | Kdyně | Kdyně                                 | 8,08  |
| Klenčí pod Čerchovem           | Capartice, Klenčí pod Čerchovem                                                                           | Klenčí pod Čerchovem                  | 14,27 |
| Klíčov u Mrákova               | Mlýneček, Nový Klíčov, Starý Klíčov                                                                       | Mrákov                                | 15,83 |
| Kocourov u Horšovského Týna    | Kocourov                                                                                                  | Horšovský Týn                         | 4,37  |
| Koloveč                        | Koloveč                                                                                                   | Koloveč                               | 9,41  |
| Korytany                       | Rybník | Rybník                                | 3,97  |
| Kout na Šumavě                 | Kout na Šumavě, Nový Dvůr, Starý Dvůr                                                                     | Kout na Šumavě                        | 11,09 |
| Krchleby u Staňkova            | Krchleby                                                                                                  | Staňkov                               | 3,27  |
| Křakov                         | Křakov | Mířkov                                | 4,98  |
| Křenovy                        | Křenovy                                                                                                   | Křenovy                               | 3     |
| Kvíčovice                      | Kvíčovice                                                                                                 | Kvíčovice                             | 3,94  |
| Libkov                         | Libkov | Libkov                                | 4,11  |
| Libosváry                      | Libosváry                                                                                                 | Vidice                                | 3,29  |
| Lísková u Nemanic              | Lísková, Nemaničky                                                                                        | Nemanice                              | 5,09  |
| Loučim                         | Loučim | Loučim                                | 4,32  |
| Lštění nad Zubřinou            | Lštění | Blížejov                              | 8,14  |
| Lučina u Nemanic               | Nemanice                                                                                                  | Nemanice                              | 14,36 |
| Luženice                       | Luženice                                                                                                  | Luženičky                             | 3,12  |
| Luženičky                      | Luženičky                                                                                                 | Luženičky                             | 3,17  |
| Malonice nad Zubřinou          | Malonice                                                                                                  | Blížejov                              | 3,17  |
| Malý Malahov                   | Malý Malahov                                                                                              | Puclice                               | 4,42  |
| Mašovice u Meclova             | Mašovice                                                                                                  | Meclov                                | 4,95  |
| Maxov                          | Maxov | Všeruby                               | 3,73  |
| Meclov                         | Meclov | Meclov                                | 5,31  |
| Medná                          | Medná | Srby                                  | 4,37  |
| Mělnice                        | Mělnice                                                                                                   | Hostouň                               | 6,21  |
| Mezholezy u Černíkova          | Mezholezy                                                                                                 | Mezholezy                             | 3,72  |
| Mezholezy u Horšovského Týna   | Mezholezy                                                                                                 | Mezholezy                             | 6,55  |
| Milavče                        | Božkovy, Milavče                                                                                          | Milavče                               | 7,99  |
| Mírkovice                      | Mírkovice                                                                                                 | Hostouň                               | 2,28  |
| Mířkov                         | Mířkov | Mířkov                                | 12,64 |
| Mnichov u Poběžovic            | Mnichov                                                                                                   | Mnichov                               | 3,52  |
| Močerady                       | Močerady                                                                                                  | Močerady                              | 4,47  |
| Mostek u Rybníku               | Mostek | Rybník                                | 4,77  |
| Mračnice                       | Mračnice                                                                                                  | Meclov                                | 2,93  |
| Mrákov                         | Mrákov | Mrákov                                | 4,06  |
| Mrchojedy                      | Mrchojedy                                                                                                 | Meclov                                | 1,81  |
| Mutěnín                        | Erazim, Mutěnín                                                                                           | Mutěnín                               | 7,39  |
| Myslív u Všerub                | Kosteliště                                                                                                | Všeruby                               | 4,21  |
| Mýtnice                        | Nemanice                                                                                                  | Nemanice                              | 4,95  |
| Načetín u Drahotína            | Načetín                                                                                                   | Hora Svatého Václava                  | 2,64  |
| Nahošice                       | Nahošice                                                                                                  | Blížejov                              | 2,27  |
| Nemanice                       | Nemanice, Nová Huť, Stará Huť                                                                             | Nemanice                              | 8,31  |
| Němčice u Kdyně                | Němčice                                                                                                   | Němčice                               | 8,21  |
| Němčice u Třebnic              | Němčice                                                                                                   | Meclov                                | 2,29  |
| Nemněnice                      | Nemněnice                                                                                                 | Černovice                             | 3,04  |
| Neuměř                         | Neuměř | Neuměř                                | 4,67  |
| Nevolice                       | Nevolice                                                                                                  | Nevolice                              | 2,56  |
| Nová Ves u Kdyně               | Nová Ves                                                                                                  | Nová Ves                              | 4,66  |
| Nové Dvory u Močerad           | Nové Dvory                                                                                                | Močerady                              | 2,2   |
| Novosedly u Nemanic            | Novosedelské Hutě, Novosedly                                                                              | Nemanice                              | 5,66  |
| Novosedly u Rybníku            | Rybník | Rybník                                | 3,3   |
| Nový Kramolín                  | Nový Kramolín                                                                                             | Nový Kramolín                         | 5,48  |
| Nový Spálenec                  | Nový Spálenec, Spáleneček                                                                                 | Česká Kubice                          | 3,24  |
| Ohnišťovice                    | Ohnišťovice                                                                                               | Poběžovice                            | 4,77  |
| Ohučov                         | Ohučov | Staňkov                               | 2,83  |
| Oplotec                        | Oplotec                                                                                                   | Horšovský Týn                         | 3,92  |
| Oprechtice na Šumavě           | Oprechtice                                                                                                | Zahořany                              | 4,23  |
| Orlovice u Pocinovic           | Orlovice                                                                                                  | Pocinovice                            | 9,98  |
| Ostromeč                       | Ostromeč                                                                                                  | Velký Malahov                         | 4,51  |
| Osvračín                       | Dohalice, Mimov, Osvračín                                                                                 | Osvračín                              | 11,24 |
| Otov u Nového Kramolína        | Otov | Otov                                  | 7,1   |
| Pařezov                        | Nový Pařezov, Starý Pařezov                                                                               | Pařezov                               | 1,6   |
| Pasečnice                      | Nová Pasečnice, Stará Pasečnice                                                                           | Pasečnice                             | 7,75  |
| Pec                            | Pec | Pec                                   | 7,95  |
| Pelechy                        | Pelechy, Šnory                                                                                            | Pelechy, Stráž                        | 1,67  |
| Petrovice u Domažlic           | Petrovice                                                                                                 | Újezd                                 | 2,38  |
| Pivoň                          | Pivoň | Mnichov                               | 2,89  |
| Pláně na Šumavě                | Pláně | Všeruby                               | 2,87  |
| Pleš                           | Pleš | Bělá nad Radbuzou                     | 17    |
| Poběžovice u Domažlic          | Poběžovice                                                                                                | Poběžovice                            | 7,27  |
| Pocinovice                     | Pocinovice                                                                                                | Pocinovice                            | 14,63 |
| Pocinovice u Semněvic          | Pocinovice                                                                                                | Semněvice                             | 2,92  |
| Poděvousy                      | Poděvousy                                                                                                 | Poděvousy                             | 2,72  |
| Podražnice                     | Podražnice                                                                                                | Horšovský Týn                         | 7,28  |
| Podzámčí                       | Podzámčí                                                                                                  | Kdyně                                 | 2,98  |
| Polžice u Horšovského Týna     | Polžice                                                                                                   | Srby                                  | 5,36  |
| Pomezí na Šumavě               | Pomezí | Všeruby                               | 2,69  |
| Postřekov                      | Mlýnec, Postřekov                                                                                         | Postřekov                             | 18,92 |
| Prapořiště                     | Prapořiště                                                                                                | Kdyně                                 | 5     |
| Přes                           | Přes, Sychrov                                                                                             | Hostouň                               | 2,68  |
| Přívozec                       | Přívozec                                                                                                  | Blížejov                              | 2,98  |
| Puclice                        | Puclice                                                                                                   | Puclice                               | 6,13  |
| Radonice u Milavčí             | Radonice                                                                                                  | Milavče                               | 4,2   |
| Roudná u Horšovského Týna      | Roudná | Srby                                  | 1,35  |
| Rybník nad Radbuzou            | Rybník | Rybník                                | 6,29  |
| Sedlec u Poběžovic             | Sedlec | Poběžovice                            | 3,07  |
| Sedlice u Domažlic             | Sedlice                                                                                                   | Zahořany                              | 1,4   |
| Semněvice                      | Semněvice                                                                                                 | Semněvice                             | 7,66  |
| Semošice                       | Semošice                                                                                                  | Horšovský Týn                         | 10,66 |
| Sezemín                        | Sezemín                                                                                                   | Poběžovice                            | 1,46  |
| Skařez                         | Skařez | Hostouň                               | 1,17  |
| Skláře u Mnichova              | Vranov | Mnichov                               | 2,36  |
| Slatina u Hostouně             | Slatina                                                                                                   | Hostouň                               | 4,59  |
| Smolov                         | Karlova Huť, Nový Dvůr, Smolov                                                                            | Bělá nad Radbuzou                     | 15,01 |
| Smolov u Domažlic              | Smolov | Mrákov                                | 0,8   |
| Smržovice                      | Modlín, Nové Chalupy, Smržovice                                                                           | Kdyně                                 | 2,74  |
| Spáňov                         | Spáňov | Spáňov                                | 3,27  |
| Srbice u Kolovče               | Srbice | Srbice                                | 4,83  |
| Srby u Horšovského Týna        | Srby | Srby                                  | 6,62  |
| Sruby na Šumavě                | Pomezí | Všeruby                               | 4,81  |
| Stanětice                      | Stanětice                                                                                                 | Zahořany                              | 3,79  |
| Staňkov-město                  | Staňkov I                                                                                                 | Staňkov                               | 6,78  |
| Staňkov-ves                    | Staňkov II                                                                                                | Staňkov                               | 3,97  |
| Starec                         | Starec | Kdyně                                 | 2,46  |
| Starý Kramolín                 | Starý Kramolín                                                                                            | Mutěnín                               | 3,78  |
| Starý Spálenec                 | Nová Kubice, Spáleneček, Starý Spálenec                                                                   | Česká Kubice                          | 4,6   |
| Stráž u Domažlic               | Stráž | Stráž                                 | 2,65  |
| Strýčkovice                    | Háje, Strýčkovice                                                                                         | Srbice                                | 5,98  |
| Studánky u Všerub              | Studánky                                                                                                  | Všeruby                               | 1,39  |
| Svinná u Štítar                | Svinná | Horšovský Týn                         | 1,45  |
| Svržno                         | Svržno | Hostouň                               | 5,65  |
| Šibanov                        | Šibanov                                                                                                   | Poběžovice                            | 3,12  |
| Šidlákov                       | Šidlákov                                                                                                  | Hora Svatého Václava                  | 3,78  |
| Šitboř                         | Šitboř | Poběžovice                            | 3,62  |
| Šlovice u Bukovce              | Šlovice                                                                                                   | Semněvice                             | 1,45  |
| Štichov                        | Štichov                                                                                                   | Štichov                               | 3,92  |
| Štítary nad Radbuzou           | Štítary                                                                                                   | Hostouň                               | 4,15  |
| Švarcava                       | Rybník | Rybník                                | 6,91  |
| Tasnovice                      | Tasnovice                                                                                                 | Horšovský Týn                         | 4,24  |
| Těšovice u Kolovče             | Těšovice                                                                                                  | Srbice                                | 3,03  |
| Tlumačov u Domažlic            | Filipova Hora, Tlumačov                                                                                   | Tlumačov                              | 11,87 |
| Trhanov                        | Pila, Trhanov                                                                                             | Trhanov                               | 2,13  |
| Třebnice u Domažlic            | Třebnice                                                                                                  | Meclov                                | 5,08  |
| Úboč                           | Úboč | Úboč                                  | 7,44  |
| Újezd Svatého Kříže            | Újezd Svatého Kříže                                                                                       | Bělá nad Radbuzou                     | 6,4   |
| Újezd u Domažlic               | Újezd | Újezd                                 | 8,65  |
| Úlíkov                         | Úlíkov | Němčice                               | 0,71  |
| Únějovice                      | Únějovice                                                                                                 | Únějovice                             | 3,93  |
| Úsilov                         | Úsilov | Úsilov                                | 8,14  |
| Valtířov u Nového Kramolína    | Nový Kramolín                                                                                             | Nový Kramolín                         | 3,71  |
| Velký Horšín                   | Rybník | Rybník                                | 2,59  |
| Velký Malahov                  | Velký Malahov                                                                                             | Velký Malahov                         | 4,98  |
| Věvrov                         | Věvrov | Horšovský Týn                         | 4,05  |
| Vidice                         | Vidice | Vidice                                | 4,8   |
| Vítání                         | Vítání | Srby                                  | 2,76  |
| Vlkanov u Nového Kramolína     | Vlkanov                                                                                                   | Vlkanov                               | 4,3   |
| Vránov                         | Vránov | Staňkov                               | 3,64  |
| Vranov u Mnichova              | Vranov | Mnichov                               | 5,47  |
| Všekary                        | Všekary                                                                                                   | Všekary                               | 8,55  |
| Všepadly                       | Všepadly                                                                                                  | Všepadly                              | 4,93  |
| Všeruby u Kdyně                | Všeruby                                                                                                   | Všeruby                               | 8,27  |
| Výrov u Milavčí                | Výrov | Blížejov                              | 1,84  |
| Zahořany u Domažlic            | Zahořany                                                                                                  | Zahořany                              | 6,11  |
| Zámělíč                        | Zámělíč                                                                                                   | Poběžovice                            | 4,52  |
| Závist u Rybníku               | Závist | Rybník                                | 8,71  |
| Zichov                         | Zichov | Koloveč                               | 4,36  |
| Ždánov                         | Ždánov | Ždánov                                | 3,37  |
| Železná u Smolova              | Železná                                                                                                   | Bělá nad Radbuzou                     | 18    |

Celková výměra 1123,47 km2